# Abtei Oelenberg

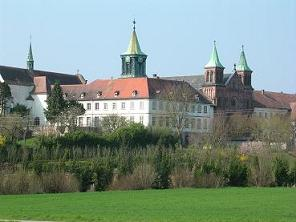
Abtei Notre-Dame d'Oelenberg (2006)

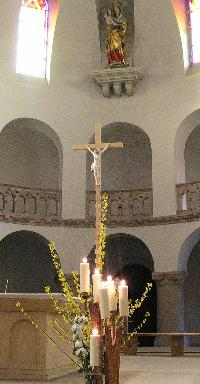
Blick in den Innenraum

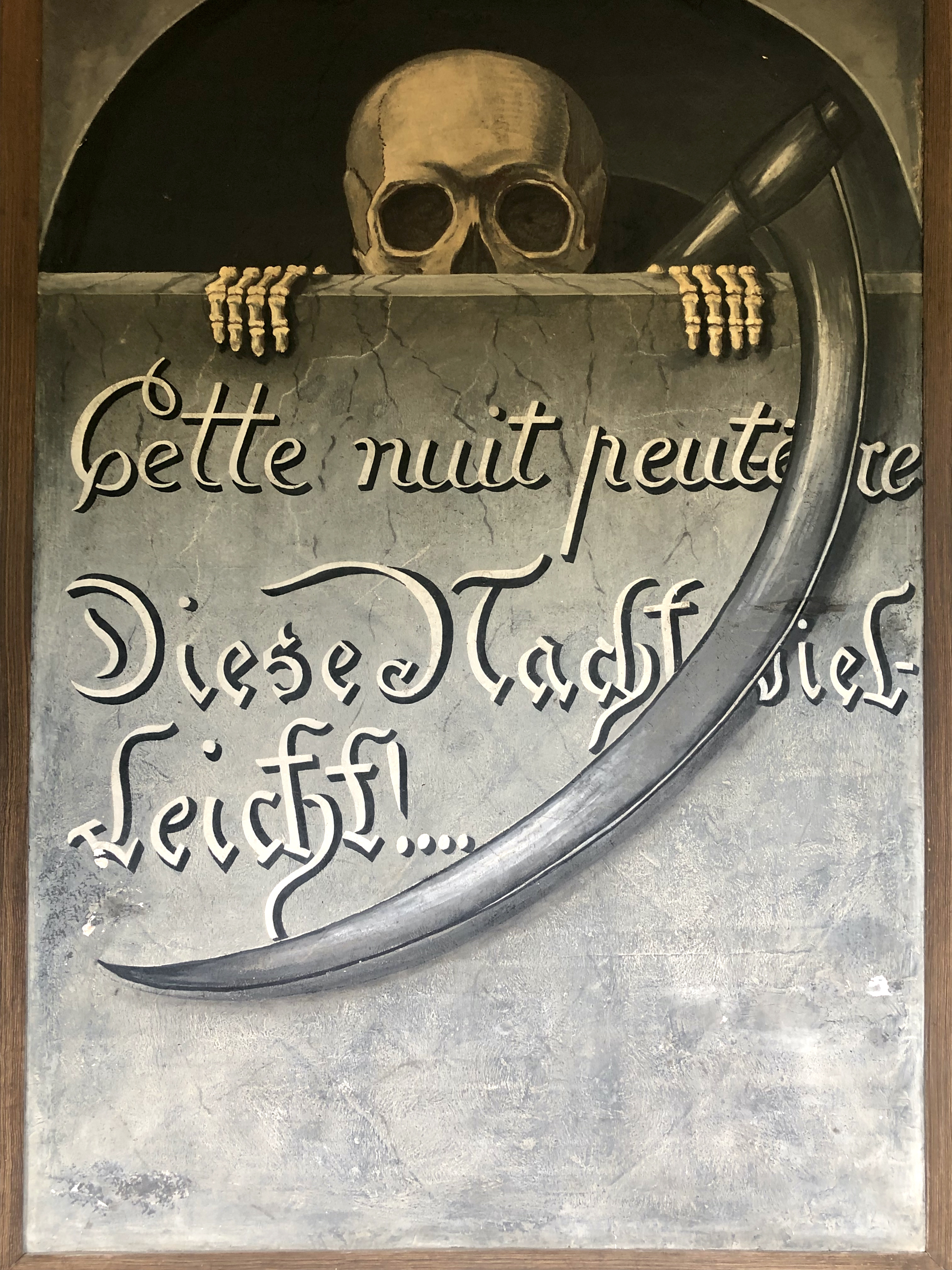
Wandgemälde im Klausurbereich, Marie-Joseph de Géramb 1830

Die Abtei Notre-Dame d’Oelenberg (lateinisch Abbatia B.M.V. de Oelenberg) war ein Trappisten-Kloster (= Zisterzienser von der strengeren Observanz) in der Gemeinde Reiningue in der Nähe von Mülhausen (französisch Mulhouse) im französischen Département Haut-Rhin. Sie war seit dem 11. Jahrhundert ein geistliches Zentrum im Elsass und bestand bis 2024. Von 1825 bis 1895 war sie auch Trappistinnenkloster. Am 8. Juni 2024 haben die Mönche das Kloster verlassen.

## Geschichte
Im Jahr 1046 gründete Heilwig von Dagsburg, Gräfin von Eghisheim und Mutter des Papstes Leo IX., ein Augustiner-Chorherren-Priorat. Leo IX. weihte die Kirche im Jahr 1049.
Im Jahr 1626 wurde die Abtei von Jesuiten aus Freiburg im Breisgau übernommen und gelangte nach deren Aufhebung von 1774 bis zur Französischen Revolution in den Besitz der Universität Freiburg.

### Architektur
Der ursprünglich romanische Bau wurde während des Ersten Weltkriegs schwer zerstört und im Jahr 1920 wieder aufgebaut.

### Das Trappistenkloster
Seit 1825 wurde das Kloster von Trappistenmönchen bewohnt, die ihr Kloster von Darfeld verlegten.
Ab 1861 wurde von Mönchen des Klosters die Abtei Mariawald bei Heimbach (Eifel) gegründet, 1925 kam es zu einer Tochtergründung im Stift Engelszell bei Engelhartszell (Österreich). Alle deutschsprachigen Männerklöster der Trappisten mit Ausnahme des Vorgängerklosters Darfeld sind bzw. waren auf Oelenberg zurückzuführen.
Zur Abtei gehörten am Ende des Jahres 2011 zehn Mönche, drei Novizen, zwei Postulanten und ein Oblat.

### Das Trappistinnenkloster
Von 1825 bis 1895 war die Abtei ein Doppelkloster, da sich auch die 1825 von Kloster Darfeld-Rosenthal nach Frankreich zurückgekehrten Trappistinnen in Oelenberg niederließen. 1895 wechselten sie aus Platzmangel in das Kloster Altbronn.

### Grab von Eugen Rugel
Auf dem Mönchsfriedhof der Abtei Oelenberg findet sich auch das Grabkreuz mit der Aufschrift „Dr. Eugen Rugel“. Dieser trat 1900 in das Kloster ein, lebte dort als Pater M. Bonifatius und war nach dem Ersten Weltkrieg zivil verheiratet. 1938 diente er mit seinem Buch „Ein Trappist bricht sein Schweigen. Volksfremde Religion“ der NS-Propaganda. Nach dem Zweiten Weltkrieg kehrte er reumütig nach Oelenberg zurück und diente dem Kloster in einem Nebengebäude wohnend bis an sein Lebensende als einfacher Arbeiter.

## Ausstattung
Die Abteikirche weist romanische (12. Jahrhundert), spätgotische (1486) und barocke (1755) Bauteile auf und ist ausgestattet mit Werken aus dem 12. Jahrhundert (Prozessionskreuz), 14. Jahrhundert (Kruzifix), 15. Jahrhundert (Marienstatue) und 18. Jahrhundert (Marienstatue).
In den drei Kapellen St. Michael, St. Leo und Mont des Oliviers (Ölberg) befinden sich Bauteile aus dem 12. Jahrhundert und aus dem Jahre 1486, sowie ein Gemälde und drei Reliquienschreine, die aus dem während der Französischen Revolution aufgelösten Kloster Lützel stammen.
Im Jahr 1908 erhielt Oelenberg einen Rosenkranzaltar und einen Josefsaltar aus der Kunstwerkstätte Gebrüder Moroder.

## Orgel
Die Orgel der Abteikirche wurde 1951 von dem Orgelbauer Georg Schwenkedel erbaut. Sie ersetzte ein Instrument, das 1904 von den Orgelbauern Martin et Joseph Rinckenbach erbaut worden war, und bereits bei einem Bombardement im Jahre 1915 zerstört worden war. Das Instrument hat 22 klingende Register und zwei Transmissionen, verteilt auf zwei Manuale und Pedal. Die Spiel- und Registertrakturen sind elektrisch.
| I Grand Orgue C–g3 |                  |       |
| 1.                 | Bourdon          | 16′   |
| 2.                 | Montre           | 8′    |
| 3.                 | Flûte à cheminée | 8′    |
| 4.                 | Salicional       | 8′    |
| 5.                 | Prestant         | 4′    |
| 6.                 | Flûte            | 2′    |
| 7.                 | Fourniture IV    | 1 ⁄3′ |

| II Recit expressif C–g3 |                 |        |
| 8.                      | Cor de nuit     | 8′     |
| 9.                      | Gemshorn        | 8′     |
| 10.                     | Gambe douce     | 8′     |
| 11.                     | Voix céleste    | 8′     |
| 12.                     | Flûte           | 4′     |
| 13.                     | Nasard          | 2 ⁄3′  |
| 14.                     | Doublette       | 2′     |
| 15.                     | Tierce          | 1 3⁄5′ |
| 16.                     | Cymbale III     | 1′     |
| 17.                     | Trompette       | 8′     |
| 18.                     | Basson/Hautbois | 8′     |
|                         | Trémolo         |        |

| Pédale C–f1 |                   |     |
| 19.         | Soubasse          | 16′ |
| 20.         | Bourdon (= Nr. 1) | 16′ |
| 21.         | Flûte             | 8′  |
| 22.         | Bourdon (= Nr. 2) | 8′  |
| 23.         | Basse             | 4′  |
| 24.         | Bombarde douce    | 16′ |

- Koppeln: I/I (als Superoktavkoppel), II/I (auch als Sub- und Superoktavkoppeln), I/P, II/P (auch als Superoktavkoppel)

## Äbte der Trappisten
- Eugène de Laprade, 1795 Titularprior, 1808 – 15. Juni 1816 Abt von Darfeld
- Pierre Klausener, 10. November 1832 – 28. Juni 1850
- Ephrem van der Meulen, 1. August 1850 – 1. März 1884 (Konzilsvater beim Vaticanum I)
- Andreas Zucktriegel, 31. März 1884 – 14. September 1889 († 19. Februar 1893)
- Franziskus Strunk, 27. September 1889 – 1. Januar 1912
- Petrus Wacker, 29. Januar 1912 – 15. November 1949
- Robert Laverdure, 15. Dezember 1949 – 22. Juni 1951[4]
- Bernard Benz, 17. Juli 1951 – 12. September 1954[5]
- Paul Offtinger, Sup. ad nutum 20. September 1954 – 20. September 1957
- François Rubrecht, Sup. ad nutum 24. September 1957 – 20. Juni 1959, Abt 20. Juni 1959 – 6. Juni 1971
- Stanislas Nicot, 2. Juli 1971 – 27. Juli 1980
- Eugène Manning, Sup. ad nutum 30. Juli 1980 – 14. Februar 1981, Abt 14. Februar 1981 – 6. April 1987
- Alphonse van den Broucke, Sup. ad nutum April 1987 – 27. Dezember 1989
- Simon Carrère, Sup. ad nutum 22. Januar 1990 – 26. Januar 1991, Abt 26. Januar 1991 – 1. Juli 2003[6]
- Antonio Lépore, Sup. ad nutum 1. Juli 2003 – 8. Juni 2004, Abt 8. Juni 2004 – 4. August 2012
- Théophane Lavens, Sup. ad nutum 29. Sep. 2012 – 3. Juli 2014
- Dominique-Marie Schoch, Sup. ad nutum 4. Juli 2014, Abt seit dem 31. März 2017, seit 2. August 2023 Abt em. und Superior ad nutum.[7]
- Dom Samuel Lauras, Abt von Nový Dvůr, Monastischer Kommissar ab 24. Februar 2024[8]

## Oberinnen und Äbtissinnen der Trappistinnen
- 1825–1826: Hélène Van den Broeck
- 1826–1848: Stanislaus Schey
- 1848–1854: Joséphine Merklin (* 12. Mai 1802 in Thann, † 27. Mai 1854)
- 1854–1860: Humbeline Clercx (erste Äbtissin)[9]
- 1860–1863: Pelagia Faulhaber
- 1863–1866: Elisabeth Van De Grootveen
- 1866–1881: Hieronyma Liétard
- 1881–1881: Raphael Lichtle
- 1882–1895: Scholastika Dibling